# Creswelliankultur
Creswelliankultur eller bare Creswellian er en arkæologisk kultur fra Storbritannien i øvre palæolitikum, og som fik navn efter typestedet Creswell Crags i Derbyshire af Dorothy Garrod i 1926. Den er også kendt som britisk senmadeleinekultur. Creswelliankulturen er dateret til mellem 13.000-11.800 f.Kr. og blev efterfulgt af den seneste istid kaldet Yngre Dryas, hvor Storbritannien i perioder ikke var beboet.